# 나는 모든 것을 【패리】한다 ~역착각의 세계 최강은 모험가가 되고 싶다~
나는 모든 것을 【패리】한다 ~역착각의 세계 최강은 모험가가 되고 싶다~(俺は全てを【パリイ】する 〜逆勘違いの世界最強は冒険者になりたい〜, I Will "Parry" All ~The World's Strongest Man Wanna Be an Adventurer~)는 나베시키가 글을 쓰고 카와구치가 그림을 그린 일본의 라이트 노벨 시리즈이다. 2019년 10월부터 사용자 제작 소설 출판 웹사이트인 소설가가 되자에서 온라인 연재 중이다. TV 애니메이션 시리즈는 2024년 7월부터 9월까지 방송되었다.